# Olszewko (powiat słupski)
Olszewko (kaszb. Òlszéwkò, niem. Bauernhain) – osada kaszubska w Polsce położona w województwie pomorskim, w powiecie słupskim, w gminie Główczyce. Osada wchodzi w skład sołectwa Podole Wielkie.
W latach 1975–1998 miejscowość administracyjnie należała do województwa słupskiego.

## Nazwa
Nazwa miejscowości jest tzw. chrztem nazewniczym i ma charakter pseudotopograficzny. Powstała przez dodanie do gwarowego przymiotnika olszewi „olszynowy” formantu -ko. Pierwotna niemiecka nazwa Bauernhain, wzmiankowana po raz pierwszy w 1863, ma charakter dzierżawczy i jest zrostem dwóch członów: przymiotnika bauern „chłopski” i nazwy pospolitej Hain „gaj”.
Rada Języka Kaszubskiego proponuje opartą na polskiej kaszubską formę nazwy Òlszéwkò.